# The Newlyweds (film, 1910)

The Newlyweds est un film américain réalisé par D. W. Griffith, sorti en 1910.

## Fiche technique
- Titre original : The Newlyweds
- Réalisation : D. W. Griffith
- Scénario : D. W. Griffith
- Photographie : G.W. Bitzer
- Société de production : Biograph Company
- Pays de production :  États-Unis
- Langue originale : anglais
- Format : noir et blanc - 1,33:1 - film muet
- Durée : 16 minutes
- Date de sortie :
  - USA : 3 mars 1910

## Distribution
- Arthur V. Johnson
- Mary Pickford
- Florence Barker
- Charles West
- Kate Bruce
- Charles Craig
- Gladys Egan
- Dell Henderson
- George Nichols
- Mack Sennett
- Dorothy West